# Koh-Lanta : Pacifique
 (avril 2018).
Si vous disposez d'ouvrages ou d'articles de référence ou si vous connaissez des sites web de qualité traitant du thème abordé ici, merci de compléter l'article en donnant les références utiles à sa vérifiabilité et en les liant à la section « Notes et références ».
 (mai 2025).
- Si vous ne connaissez pas le sujet, laissez ce bandeau (vous pouvez alors contacter les auteurs).
- Si vous supprimez le contenu mis en cause (vous pouvez préalablement contacter les auteurs),

argumentez précisément cette suppression dans la page de discussion
(un manque de référence n'est pas un argument ; une recherche réelle de référence doit avoir été effectuée, être formellement documentée).
Koh-Lanta : Pacifique est la 5e édition régulière du divertissement télévisé Koh-Lanta. Elle se déroule sur des îlots près de l'île des Pins en Nouvelle-Calédonie. Cette saison est diffusée du vendredi 1er juillet 2005 au mardi 6 septembre 2005 sur TF1. C'est Clémence qui remporte cette édition et 100 000 €.

## Controverse

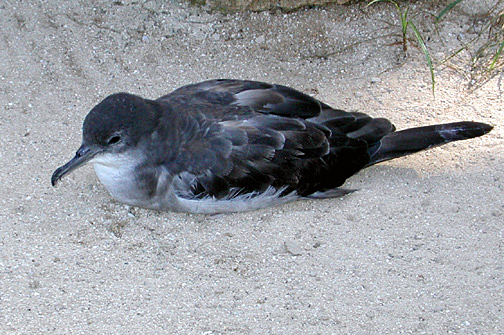
Un puffin fouquet

Durant la diffusion du 2e épisode (le 8 juillet en France et le 10 juillet en Nouvelle-Calédonie), les candidats tuent et cuisinent des puffins fouquets Ardenna pacifica, un oiseau marin intégralement protégé en Nouvelle-Calédonie,. Plusieurs téléspectateurs ayant pris contact avec le service accueil des téléspectateurs de TF1, ce dernier répond que, selon la Ligue pour la protection des oiseaux (LPO), les puffins fouquets n'étaient pas une espèce protégée. La LPO répond que TF1 ne l'avait pas consultée et qu'elle dément l'affirmation de la chaîne. Elle demande au CSA de se saisir de l'affaire, et décide également d'engager une action en justice contre TF1 et la société de production de l'émission Adventure Line Productions.
La requête contre la société de production Adventure Line Productions a été déclarée recevable. Le tribunal de grande instance de Nanterre l'a condamnée à verser à la LPO 1 euro de dommages-intérêts et 2 000 € au titre des frais de procédure, alors que la requête à l’encontre de TF1 a été rejetée,.

## Audiences

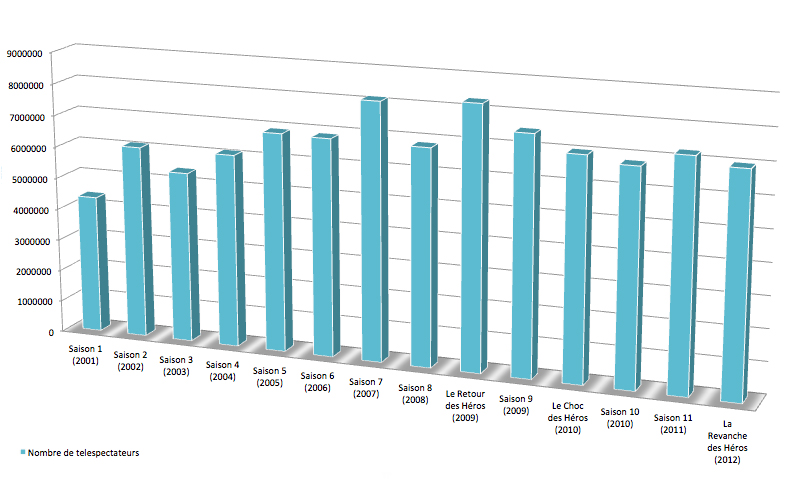
Importance relative des audiences de la saison 5 par rapport aux audiences des autres saisons 2001 à 2012.

| Émission    | Jour de diffusion         | Nombre de téléspectateurs | Part de marché sur les 4 ans et plus | Référence |
| ----------- | ------------------------- | ------------------------- | ------------------------------------ | --------- |
| 1           | Vendredi 1er juillet 2005 | 6 604 800                 | 31,9 %                               | [ 4 ]     |
| 2           | Vendredi 8 juillet 2005   | 6 659 840                 | 32,5 %                               | [ 5 ]     |
| 3           | Vendredi 8 juillet 2005   | 6 935 040                 | 38,9 %                               | [ 5 ]     |
| 4           | Vendredi 15 juillet 2005  | 5 800 000                 | 33,1 %                               | [ 6 ]     |
| 5           | Vendredi 22 juillet 2005  | 6 369 600                 | 33,7 %                               | [ 7 ]     |
| 6           | Vendredi 29 juillet 2005  | 6 494 720                 | 33,1 %                               | [ 8 ]     |
| 7           | Vendredi 5 août 2005      | 6 659 840                 | 36,1 %                               | [ 9 ]     |
| 8           | Vendredi 12 août 2005     | 6 109 440                 | 34,4 %                               | [ 10 ]    |
| 9           | Vendredi 19 août 2005     | 6 769 920                 | 35,0 %                               | [ 11 ]    |
| 10          | Vendredi 26 août 2005     | 7 595 520                 | 36,4 %                               | [ 12 ]    |
| 11 et 12    | Mardi 30 août 2005        | 8 200 960                 | 37,0 %                               | [ 13 ]    |
| 13 (Finale) | Mardi 6 septembre 2005    | 8 476 160                 | 38,3 %                               | [ 14 ]    |

Légende :
- plus hauts scores d'audiences
- plus bas scores d'audiences